# Min Sun
Dans ce nom chinois, le nom de famille, Min, précède le nom personnel.
Min Sun (en chinois: 閔損), né en 536 av. J-C. et mort en 487 av. J.-C., est un philosophe chinois. Il est également connu sous son prénom de courtoisie, Ziqian (chinois: 子騫; Wade–Giles:Tzu-ch'ien).
Il fait partie des principaux disciples de Confucius (les Douze Philosophes). Le maître fit l'éloge de sa piété filiale et déclarait à son sujet : « Ah, quel bon fils ! Nul n’a jamais contesté le bonne opinion qu’avaient de lui ses parents et ses frères » . Il le considérait comme son deuxième disciple favori après Yan Hui.
Peu loquace, Min Sun (Min Ziqian) faisait preuve de justesse et de pertinence quand il intervenait dans les débats.